# Litohošť
Litohošť (deutsch Litohoscht) ist eine Gemeinde in Tschechien. Sie liegt zehn Kilometer westlich von Pelhřimov und gehört zum Okres Pelhřimov.

## Geographie
Litohošť befindet sich am Fuße des Hügels Kobyla (592 m) in einem rechten Seitental des Bořetický potok in der Böhmisch-Mährischen Höhe. Westlich erhebt sich der Čihadlo (616 m).
Nachbarorte sind Přáslavice und Útěchovičky im Norden, Bitětice im Nordosten, Pejškov im Osten, Čížkov im Südosten, Leskovice im Süden, Nesvačily im Südwesten, Proseč im Westen sowie Pošná und Zahrádka im Nordwesten.

## Geschichte
Die erste urkundliche Erwähnung des Litohostův dvůr erfolgte im Jahr 1558. Es wird angenommen, dass der Ort bereits vor den Hussitenkriegen bestand und zur Herrschaft Řečice gehörte. Besitzer waren bis in die zweite Hälfte des 16. Jahrhunderts die Herren von Leskovec, die bei der Teilung der Řečicer Herrschaft größere Teile davon erworben hatten.
Nach der Ablösung der Patrimonialherrschaften wurde Litohošť 1850 zu einer selbständigen Gemeinde mit dem Ortsteil Leskovice. 1920 löste sich Leskovice los und wurde eigenständig. 1964 wurde Útěchovičky eingemeindet. Im Jahre 1980 wurde Litohošť an Útěchovice angegliedert und mit dieser Gemeinde 1989 Hořepník zugeschlagen. Nach der Samtenen Revolution wurde Litohošť wieder selbständig.

## Gemeindegliederung
Für die Gemeinde Litohošť sind keine Ortsteile ausgewiesen.

## Sehenswürdigkeiten
- Halbkreisförmiger Dorfplatz mit Bauernhöfen fränkischen Typs aus der zweiten Hälfte des 18. Jahrhunderts
- Barocke Kapelle der Krönung Mariae, mit achteckigem Grundriss